# Église Saint-Pierre-aux-Nonnains

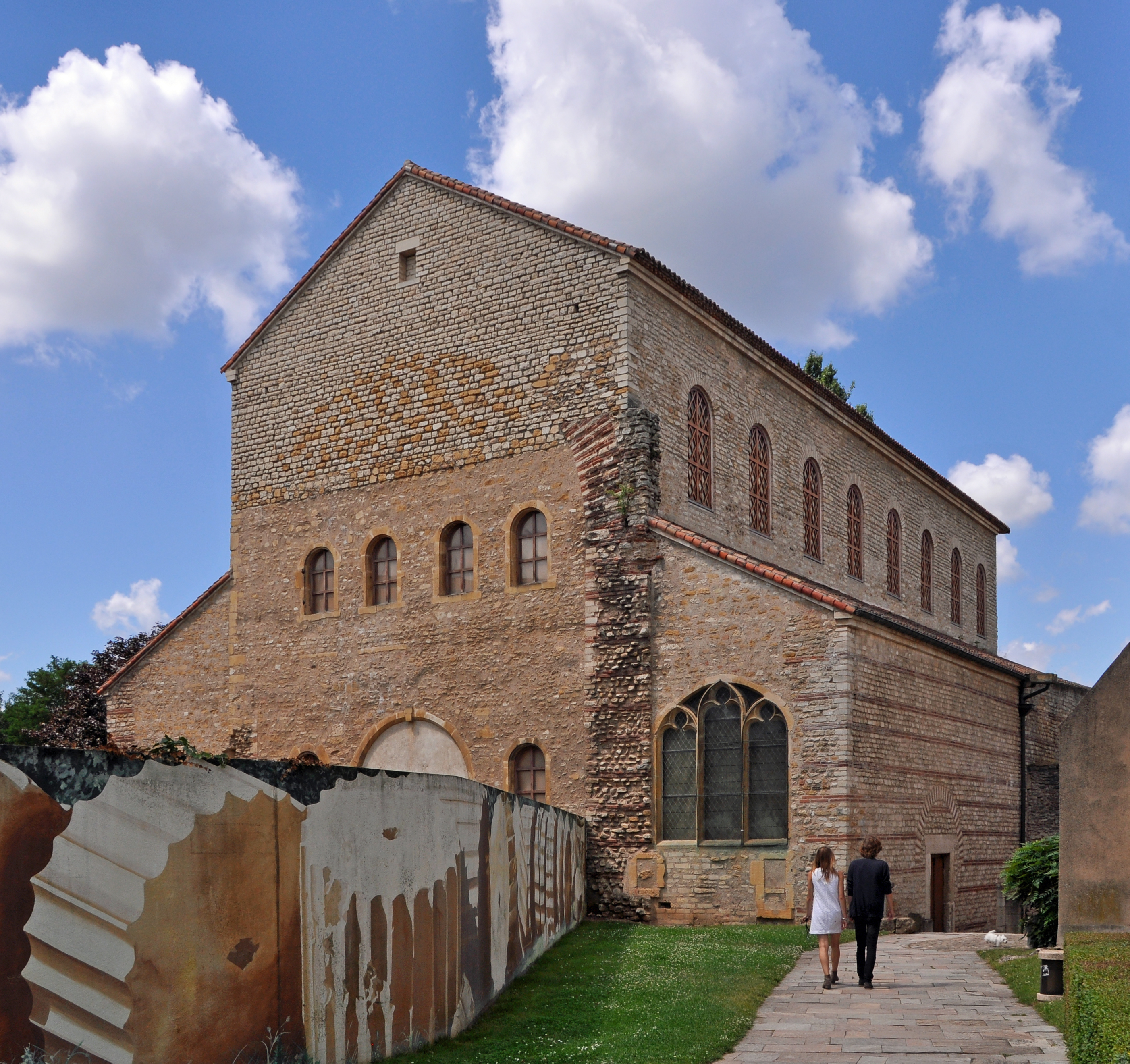
Buitenaanzicht

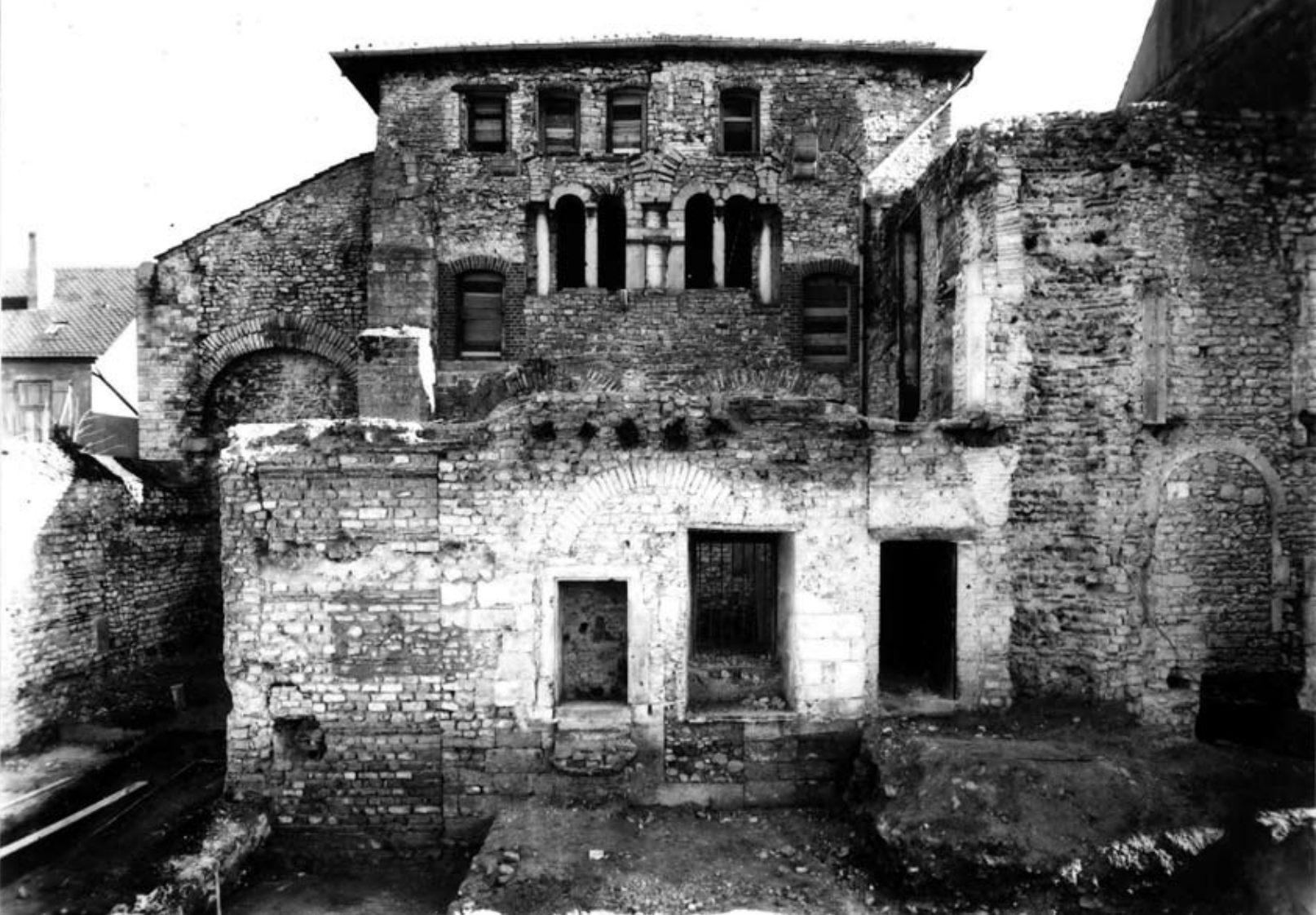
Het gebouw in 1941 vóór restauratie

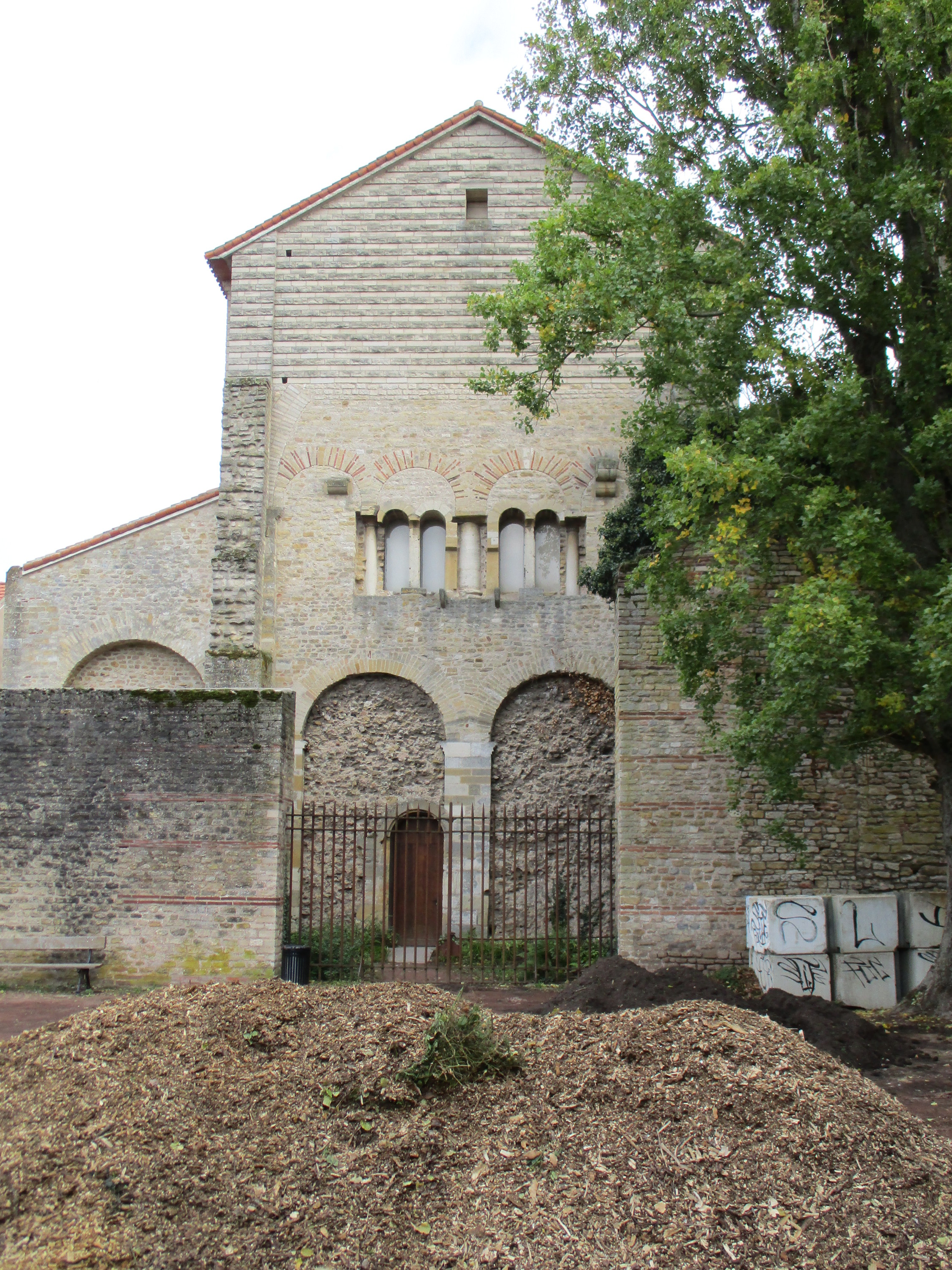
Zelfde beeld in 2020

De kerk Saint-Pierre-aux-Nonnains (Sint-Pieter-ter-Nonnen) is een religieus gebouw in de Franse stad Metz. Het ontstond in de 4e eeuw als een Gallo-Romeins gymnasium en werd in de 7e eeuw verbouwd tot het gebedshuis van een benedictinessenklooster. Daarmee is het een van de oudste kerken van Frankrijk. Na verdere transformaties in de 10e-11e en 15e-16e eeuw, volgde in de jaren 1970 een ingrijpende restauratie. Vandaag heeft het gebouw een nieuwe bestemming gevonden als zaal voor optredens en tentoonstellingen.

## Geschiedenis
Het gebouw werd in de 4e eeuw opgericht door de Gallo-Romeinen. Het was toen waarschijnlijk de sportruimte van een thermencomplex. De Romeinse muren zijn nog herkenbaar aan de linten baksteen tussen de rijen houwsteen. Gestempelde bakstenen zijn archeomagnetisch gedateerd in 370-400. 
In de 7e of uiterlijk de 8e eeuw is het gebouw ingericht voor de christelijke eredienst. De eerste abdis was Walrada, wiens heiligenleven Vita Sanctae Walrade ook de oudste geschreven bron is over het gebouw. Er kwam een doksaal in de vorm van een hardstenen balustrade die het koor van het schip scheidde. 
De benedictinessen werden begunstigd door keizer Otto en voerden omstreeks het jaar 1000 grote werken uit in Romaanse stijl. 
In de 15e en 16e eeuw werden gotische gewelven gebouwd boven het schip en de zijbeuken. Ze bleven niet lang ongeschonden, want in 1552 liet François de Guise in de aanloop naar het beleg van Metz de Saint-Pierre-aux-Nonnains verwoesten om een vrij schootsveld te hebben. De Fransen weerstonden het beleg en begonnen in 1556 met de bouw van een citadel. De nabije Saint-Pierre-aux-Nonnains werd hersteld om in gebruik te worden genomen als militair magazijn. 
Dat bleef het vele eeuwen, tot de wetenschappelijke belangstelling toenam. Opgravingen werden uitgevoerd onder Duits bewind: in 1897-1898 door E. Knitterscheid en in 1942-1944 door Ludwig Reusch. Er werd bij die laatste gelegenheid een eerste restauratie verricht. De kerk was in 1909 beschermd als monument, gevolgd door het klooster in 1932. 
Na de Tweede Wereldoorlog besliste de gemeenteraad in 1946 om diverse kazernes te demilitariseren, waaronder de Saint-Pierre-aux-Nonnains, die feitelijk al in 1920 door het leger was verlaten. Er kwam nieuw archeologisch onderzoek door J.-J. Hatt in 1959-1960, door C. Heitz in 1964 en door R. Will in 1975. Daarna volgde een ingrijpende restauratie, die het gebouw reconstrueerde in zijn Ottoonse vorm, maar zonder afbraak van Romeinse en gotische elementen.

## Architectuur
Het schip van de abdijkerk meet 37 bij 20 meter. Aan de oostkant bevindt zich een veelhoekige apsis die van binnen halfrond is. In het schip is in de 7e eeuw een verhoogd koor gebouwd. De apsis werd toen afgesloten door een muur.
Twaalf stenen platen van het doksaal zijn bewaard gebleven omdat ze met de gesculpteerde kant naar binnen waren ingemetseld in pilaren. Ze zijn te zien in het Musée de la Cour d'Or.

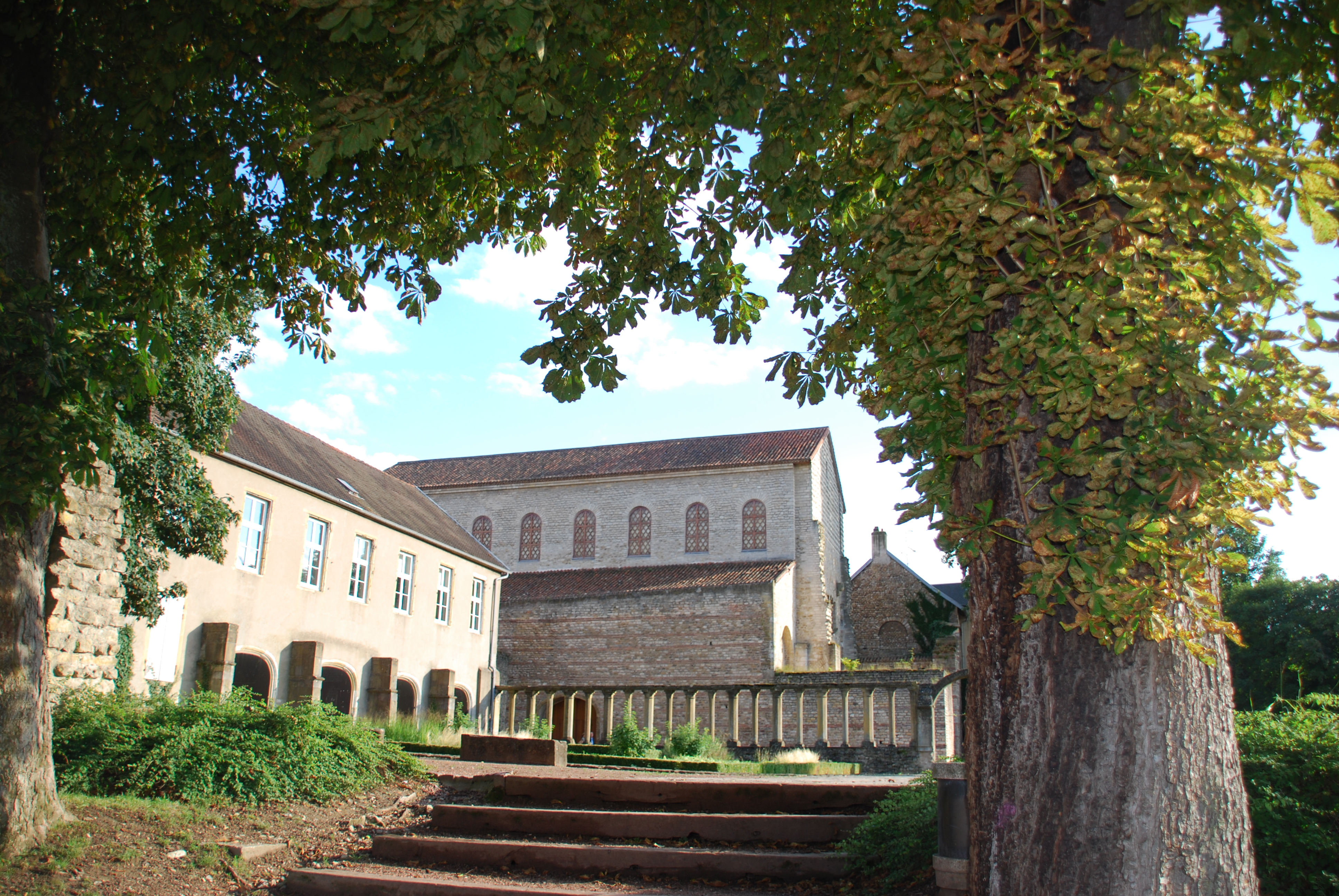
Overzichtsbeeld
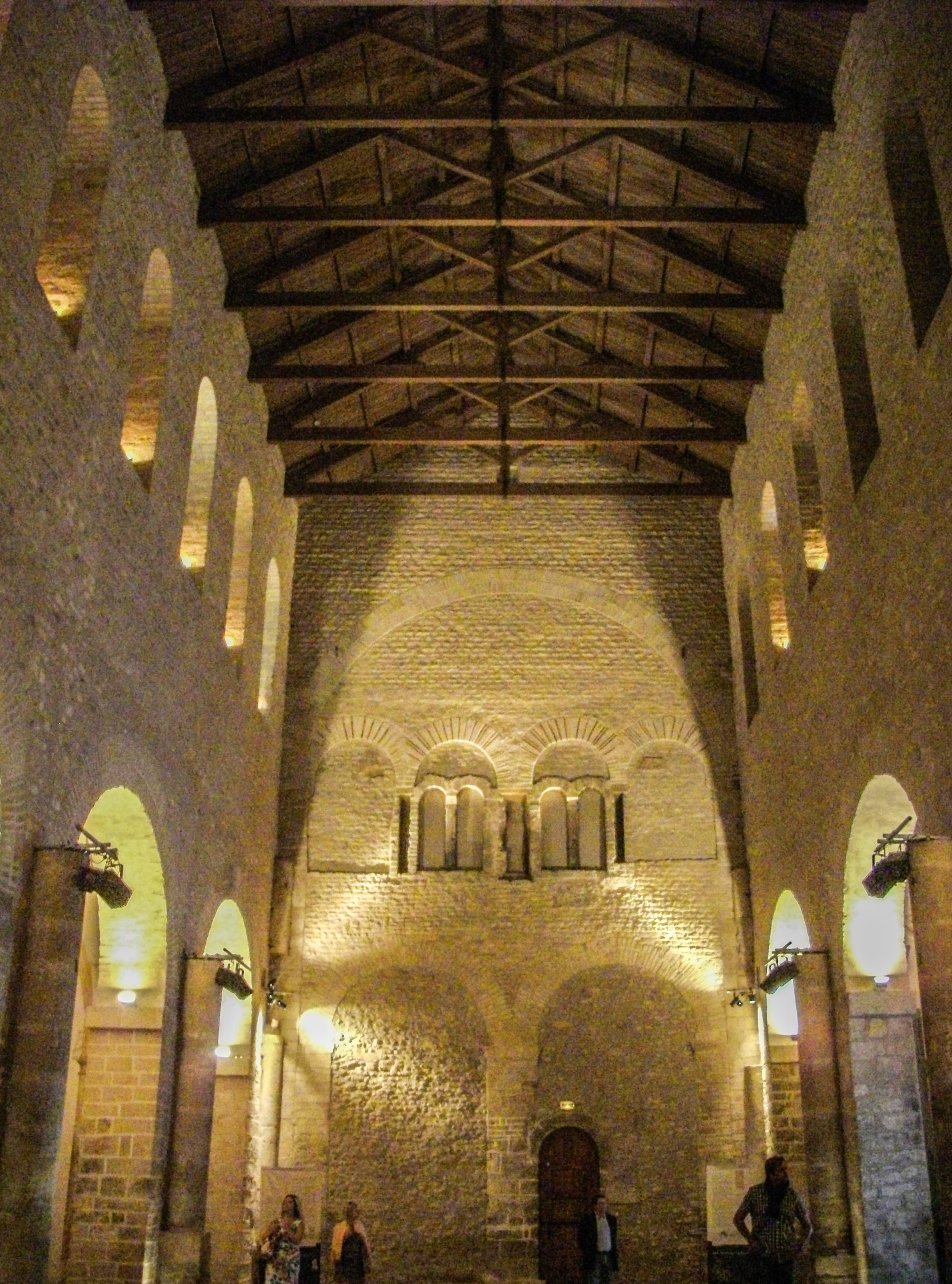
Binnenzicht richting noorden
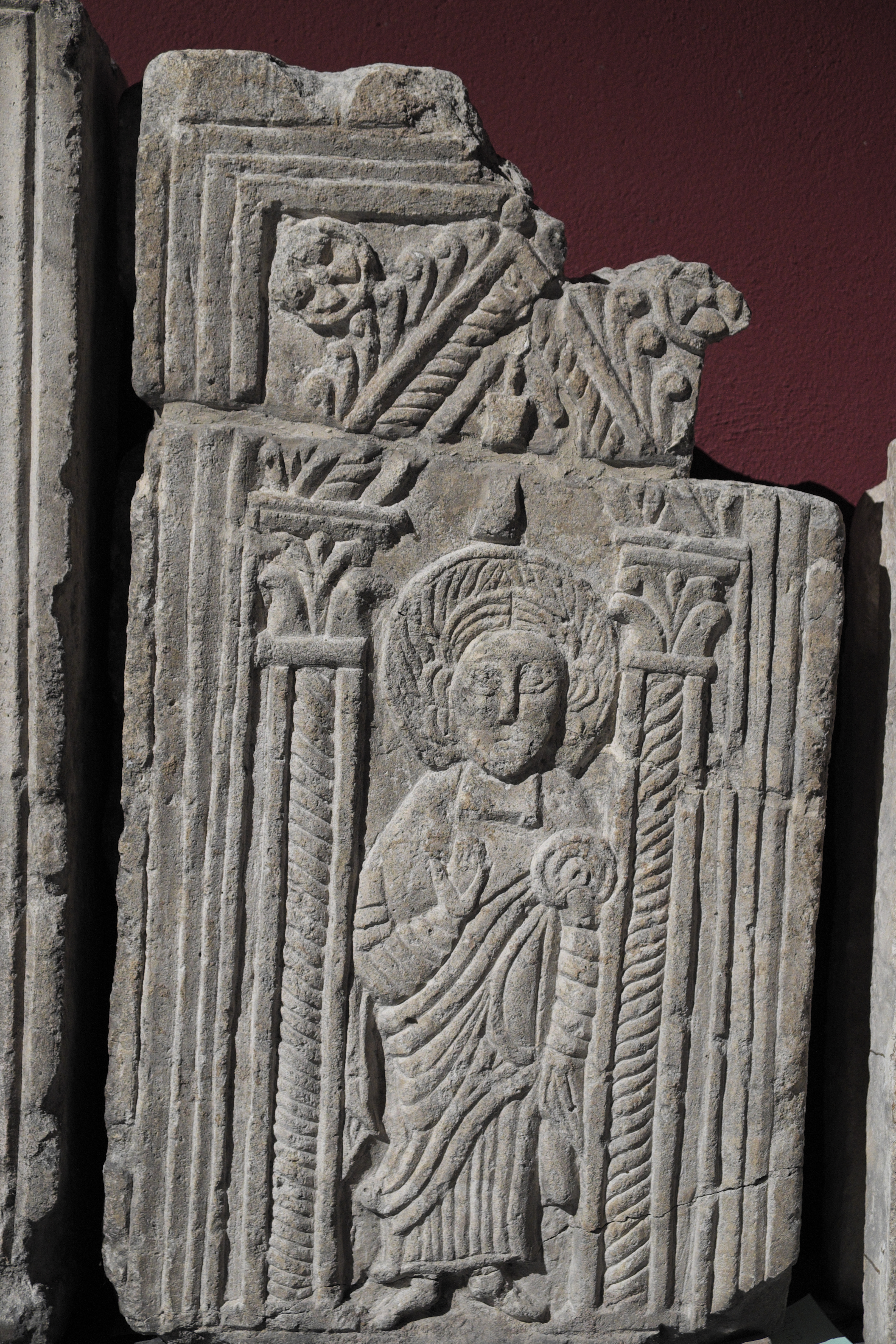
Doksaalplaat
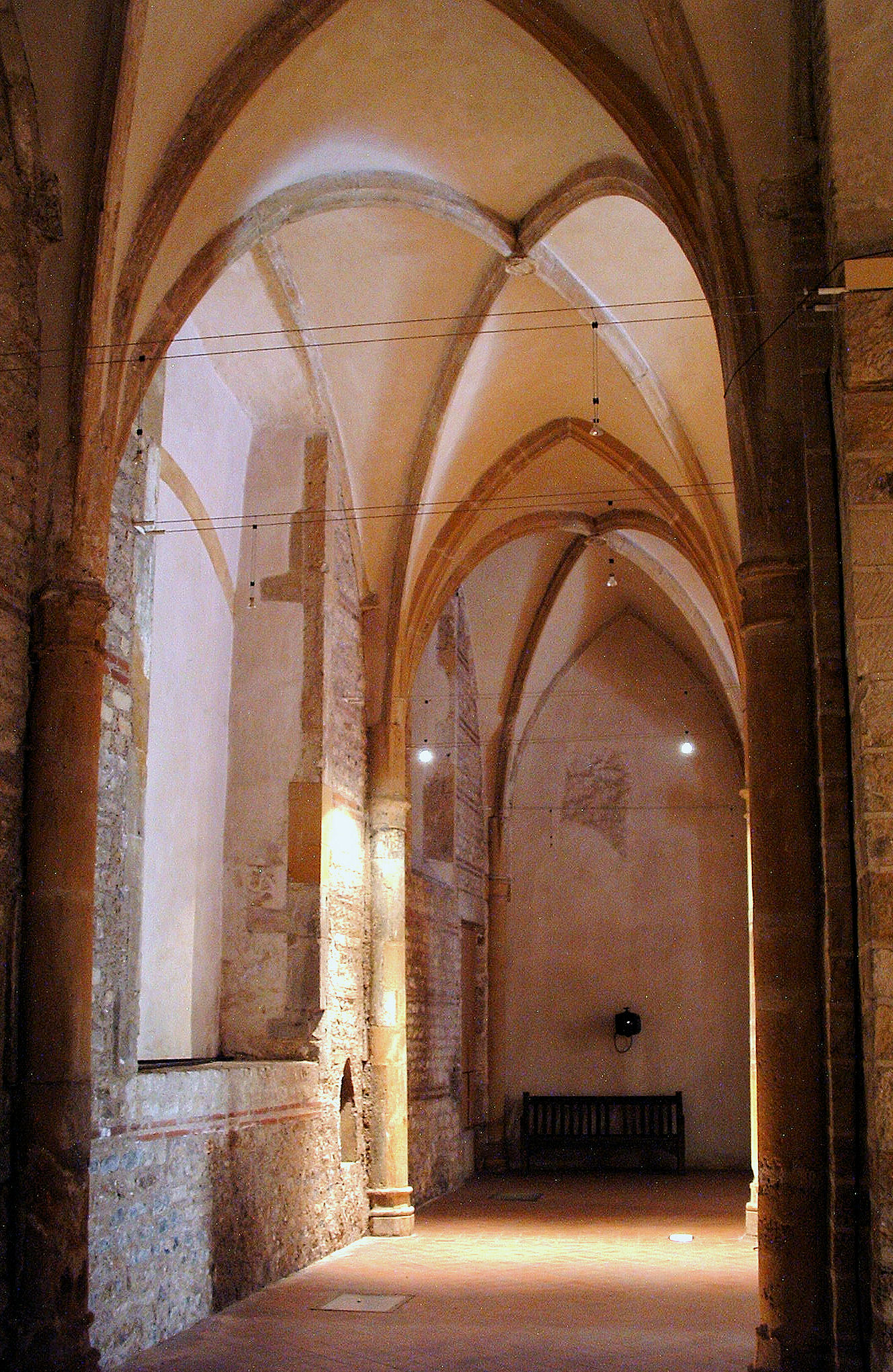
Gotische zijbeuk
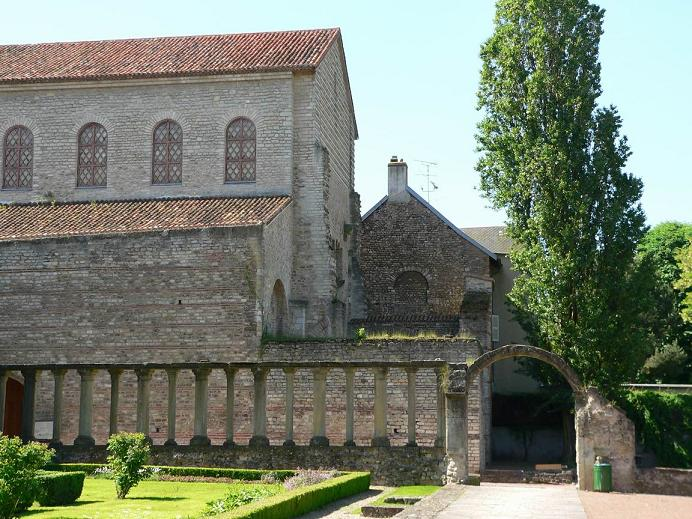
Kloosterresten (voorgrond)